# جاناتان بنیتز
جاناتان بنیتز (انگلیسی: Jonathan Benítez؛ زادهٔ ۴ سپتامبر ۱۹۹۱) بازیکن فوتبال اهل آرژانتین است.